# Alexandra Koniak
Alexandra Koniak (in lingua greca: Αλεξάνδρα Κόνιακ) (Atene, 1990) è una cantante greca.

## Biografia
Alexandra ha studiato violino classico e teoria musicale al Conservatorio Internazionale di Atene e voce al Conservatorio Filippos Nakas, dove si è diplomata nel 2012.
Tra il 2008 e il 2009 ha fatto parte del gruppo hip hop Stavento, pubblicando con loro l'album Sīmera to giortazō. Nel 2014 ha firmato un contratto discografico con l'etichetta greca Polymusic, sotto la quale ha pubblicato il suo EP di debutto, Souper koritsi. Il suo primo album, Lacheio, è stato distribuito a partire da dicembre 2017 e ha raggiunto il sedicesimo posto nella classifica settimanale degli album più venduti in Grecia.
Tra il 2014 e il 2015 Alexandra è inoltre stata protagonista dello spettacolo settimanale Circus Explosiva presso El Convento del Arte ad Atene e attrice nella rappresentazione teatrale Mikres istories fonon al Vault Theatre Plus, sempre nella capitale greca.

## Discografia

### Album
- 2017 - Lacheio

### EP
- 2014 - Souper koritsi

### Singoli
- 2014 - Chilies lexeis
- 2015 - Anīxe mou
- 2015 - Skotōse me an m'agapas (con Manos Antoniades)
- 2015 - A4
- 2016 - Se epilegō
- 2016 - Otan den eimai kala